# Rei Nishiyama
Pour les articles homonymes, voir Nishiyama.
Rei Nishiyama (西山 麗, Nishiyama Rei, Yokosuka, 8 mars 1984  -) est une joueuse de softball japonaise. Durant les Jeux olympiques d'été de 2008, elle remporta la médaille d'or devançant les États-Unis et l'Australie.